# Failand
Failand – wieś w Anglii, w hrabstwie ceremonialnym Somerset, w dystrykcie (unitary authority) North Somerset. Leży 8 km na zachód od miasta Bristol i 178 km na zachód od Londynu.